# Goldkronach
Goldkronach település Németországban, azon belül Bajorországban. Lakosainak száma 3523 fő (2023. december 31.).

## Népesség
A település népessége az elmúlt években az alábbi módon változott:
| Lakosok száma | 876  | 1238 | 2032 | 2903 | 3612 | 3588 | 3492 | 3509 | 3444 | 3523 |
|               | 1875 | 1950 | 1975 | 1987 | 2012 | 2014 | 2016 | 2017 | 2021 | 2023 |